# Hake och hyska

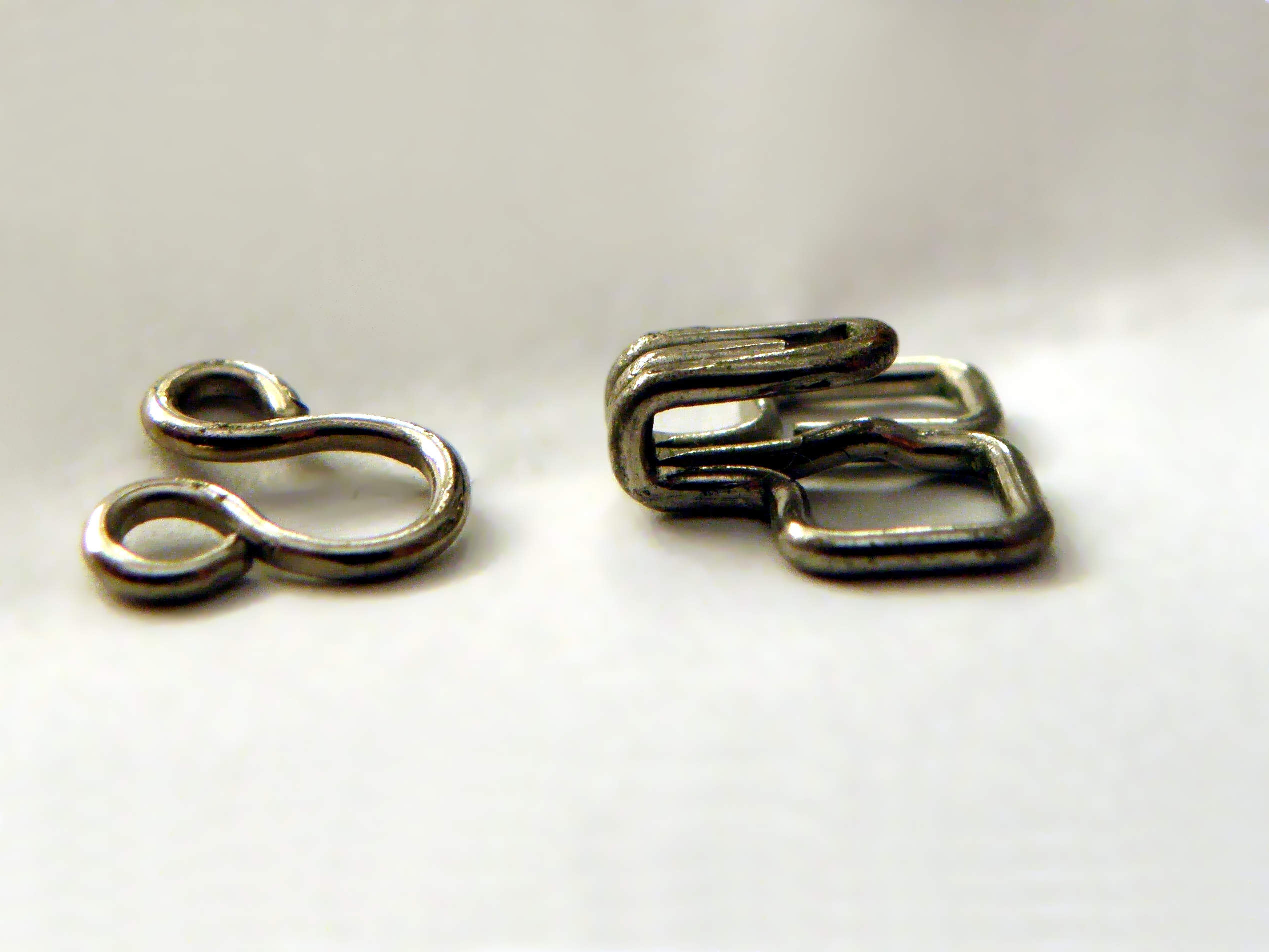
Hyska och hake.

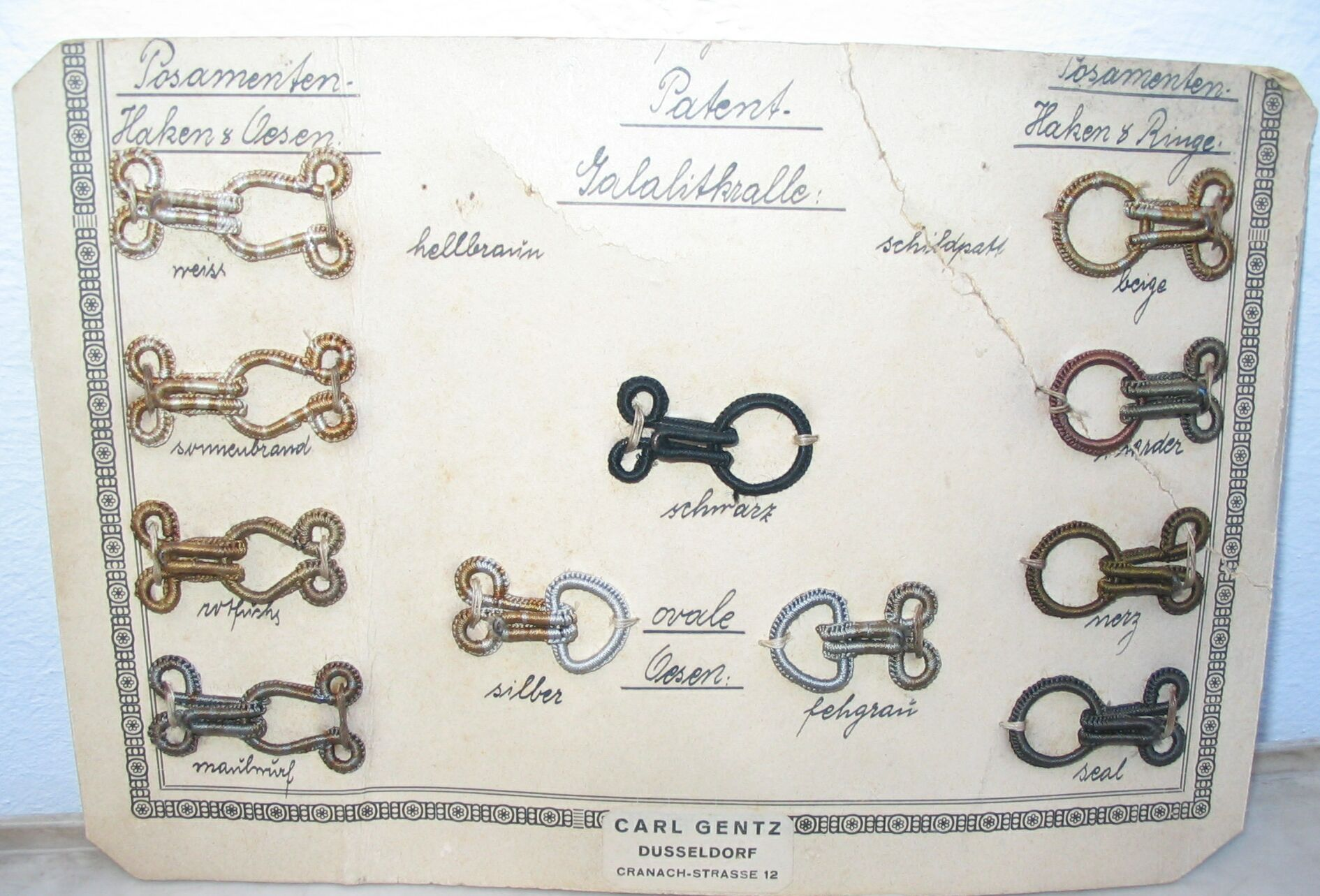
Äldre karta med trådomspunna hakar och hyskor.

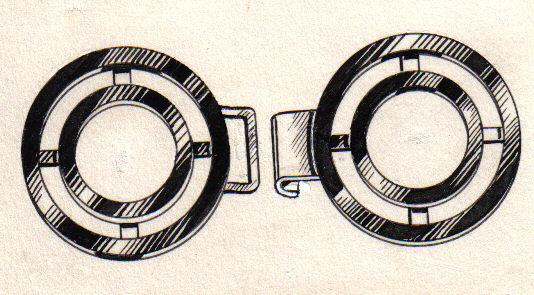
Bältesspänne baserat på hake-och-hyska-principen.

Hake och hyska är i sin enklaste form ett sybehör som används när man nätt och diskret behöver hålla ihop två delar av ett plagg. Hyskan är öglan som haken fästs i. De tillverkas vanligtvis av metalltråd. Om haken och hyskan är lite större (exempelvis de som används i pälsar) kan de vara omspunna med tråd för att minska nötningen på plagg. Hake och hyska är särskilt vanligt i teaterplagg.
En typ av dekorativ hake och hyska som gjuts i tenn är vanlig på traditionella norska lusekoftor. Grundprincipen för hake och hyska används även i vissa bältesspännen. Hantverkaren som tillverkade hakar och hyskor kallades häktmakare eller häktemakare.